# 십이진법

십이진법(十二進法, duodecimal, dozenal)은 12를 밑으로 한 기수법이다.

## 기수법
| 육진법   | 0 | 1 | 2 | 3 | 4 | 5 | 10 | 11 | 12 | 13 | 14 | 15 | 20 | 21 | 22 | 23 | 24 | 25 | 30 | 31 | 32 |
| 십진법   | 0 | 1 | 2 | 3 | 4 | 5 | 6  | 7  | 8  | 9  | 10 | 11 | 12 | 13 | 14 | 15 | 16 | 17 | 18 | 19 | 20 |
| 십이진법 | 0 | 1 | 2 | 3 | 4 | 5 | 6  | 7  | 8  | 9  | X  | £  | 10 | 11 | 12 | 13 | 14 | 15 | 16 | 17 | 18 |
| 이십진법 | 0 | 1 | 2 | 3 | 4 | 5 | 6  | 7  | 8  | 9  | A  | B  | C  | D  | E  | F  | G  | H  | I  | J  | 10 |

십이진수를 나타 내기위한 통일 된 표기법은 아니지만, 일반적으로는 0, 1, 2, 3, 4, 5, 6, 7, 8, 9의 십 개의 숫자 이외에 십를 나타내는 A,  십일을 나타내는 B를 사용한다. 수열 도 위의 표와 같이 십진법 12가 "10", 십진법 13가 "11", 십진법 14가 "12"이된다.
십이진법은 "3의 4 배는 10" "4의 3 배는 10"이므로, 소인수는 2와 3에서 육진법 (2의 3 배는 10)와 같지만, 구조는 "홀수의 4 배"에서 이십진법 (4의 5 배는 10)과 같다. 따라서, 나눗셈이 쉬운 점은 육진법과 같지만, "큰 소를 겸하는"라는 본질은 이십진법과 같다. 또한 십이진법과 십팔진법는 4와 9의 입장이 역전한다. 십팔진법으로는 한 자리에서 9 분할이 가능하지만 한 자리에서 4 분할 할 수 없는 반면, 십이진법은 한 자리에서 4 분할이 가능하지만 한 자리에서 9 분할 수 없다.
자리수의 증가 속도는 육진법보다 이십진법에 가깝다. 예를 들어, 십이진법 1000은 육진법에서는 12000 (8 배 느린)하지만 이십진법에서는 468 (5 배 빠른), 십진법은 1728 (1 배 반 느린)이다. 4 승수 인 10000은 육진법에 240000 (24육진 배 = 16십진 배 느린)가 이십진법에서는 2BGG (8 배 빠른), 십진법에서는 20736 (2 배 느린)가된다.
정수의 예
- 26 = 십진법 30 (2×12 + 6)
- 30 = 육진법 100 = 십진법 36 (3×12)
- 39 = 십진법 45 (3×12 + 9)
- 50 = 십진법 60 (5×12)
- 54 = 육진법 144 = 십진법 64 (5×12 + 4)
- 76 = 십진법 90 (7×12 + 6)
- 100 = 육진법 400 = 십진법 144 (1×122)
- 160 = 육진법 1000 = 십진법 216 (1×122 + 6×121)
- 1A6 = 십진법 270 (1×122 + 10×121 + 6)
- 260 = 십진법 360 (2×122 + 6×121)
- 294 = 이십진법 100 = 십진법 400 (2×122 + 9×121 + 4)
- 441 = 십진법 625 (4×122 + 4×121 + 1)
- 500 = 십진법 720 (5×122)
- 6B4 = 십진법 1000 (6×122 + 11×121 + 4)
- 859 = 십진법 1221 (8×122 + 5×121 + 9)
- 900 = 육진법 10000 = 십진법 1296 (9×122)
- 1000 = 십진법 1728 (1×123)
- 11A8 = 십진법 2000 (1×123 + 1×122 + 10×121 + 8)
- 1945 = 십진법 3077 (1×123 + 9×122 + 4×121 + 5)
- 2454 = 십육진법 1000 = 십진법 4096 (2×123 + 4×122 + 5×121 + 4)
- 3460 = 십팔진법 1000 = 십진법 5832 (3×123 + 4×122 + 6×121 + 0)
- 3969 = 구진법 10000 = 십진법 6561 (3×123 + 9×122 + 6×121 + 9)
- 4768 = 이십진법 1000 = 십진법 8000 (4×123 + 7×122 + 6×121 + 8)
- 5000 = 이십진법 11C0 = 십진법 8640 (5×123)
- 6000 = 십진법 10368 (6×123)
- BA95 = 십진법 20561 (11×123 + 10×122 + 9×121 + 5)
- 10000 = 십진법 20736 (1×124)
- 23000 = 육진법 1,000,000 = 십진법 46656 (2×124 + 3×123)

사칙 연산의 예
- 십이진법 2454 + 68 = 2500 : 십육진법 1000 + 50 = 1050 : 십진법 4096 + 80 = 4176 : 육진법 30544 + 212 = 31200
- 십이진법 11A8 - 39 = 116B : 이십진법 500 - 25 = 4HF : 십진법 2000 - 45 = 1955 : 육진법 13132 - 113 = 13015
- 십이진법 1A6 × 4 = 760 : 이십진법 DA × 4 = 2E0 : 십진법 270 × 4 = 1080 : 육진법 1130 × 4 = 5000
- 십이진법  3460 ÷ 9 = 460 : 십팔진법 1000 ÷ 9 = 200 : 십진법 5832 ÷ 9 = 648 : 육진법 43000 ÷ 13 = 3000

## 소수
주요 분수
- 1/2 = 0.6
- 1/3 = 0.4  (육진법 0.2, 십진법 0.3333…, 이십진법 0.6D6D…)
- 2/3 = 0.8
- 1/4 = 0.3 (육진법 0.13, 십진법 0.25, 이십진법 0.5)
- 3/4 = 0.9
- 1/5 = 0.2497… (육진법 0.1111…, 십진법 0.2, 이십진법 0.4)
- 2/5 = 0.4972…
- 3/5 = 0.7249…
- 4/5 = 0.9724…
- 1/6 = 0.2 (육진법 0.1)
- 1/7 = 0.186A35…
- 1/8 = 0.16 (육진법 0.043, 십진법 0.125, 이십진법 0.2A)
- 1/9 = 0.14 (육진법 0.04, 십진법 0.1111…, 이십진법 0.248HFB… )
- 1/A = 0.12497…
- 1/B = 0.1111…
- 1/10 = 0.1 (육진법 0.03, 1/20 ; 십진법 0.08333…, 1/12 ; 이십진법 0.1D6D6…)

기타
- 1/14 = 0.09 (육진법 0.0213, 2-4 ; 십진법 0.0625, 1/16 ; 이십진법 0.15)
- 1/16 = 0.08 (육진법 0.02, 1/30 ; 십진법 1/18)
- 1/18 = 0.07249… (육진법 0.01444…, 1/32 ; 십진법 0.05, 1/20 ; 이십진법 0.1)
- 1/20 = 0.06 (육진법 0.013, 1/40 ; 십진법 1/24)
- 1/23 = 0.054 (육진법 0.012, 3-3, 십진법 1/27)
- 1/28 = 0.046 (육진법 0.01043, 2-5, 십진법 1/32)
- 1/30 = 0.04 (육진법 0.01, 1/100 ; 십진법 1/36)
- 1/40 = 0.03 (육진법 0.0043, 십진법 1/48)
- 1/46 = 0.028 (육진법 0.004, 십진법 1/54)
- 1/54 = 0.023 (육진법 0.003213, 2-10; 십진법 1/64, 2-6)
- 1/60 = 0.02 (육진법 0.003, 1/200 ; 십진법 1/72)
- 1/69 = 0.0194 (육진법 0.0024, 3-4, 십진법 1/81)
- 1/80 = 0.016 (육진법 0.00213, 1/240 ; 십진법 1/96)
- 1/90 = 0.014 (육진법 0.002, 1/300 ; 십진법 1/108)
- 1/A8 = 0.0116 (육진법 0.0014043, 2-11 ; 십진법 1/128, 2-7)
- 1/100 = 0.01 (육진법 0.0013, 1/400 ; 십진법 1/144)
- 1/116 = 0.00A8 (육진법 0.0012, 1/430 ; 십진법 1/162)
- 1/160 = 0.008 (육진법 0.001, 1/1000 ; 십진법 1/216)
- 1/183 = 0.00714  (육진법 0.00052, 3-5 ; 십진법 1/243)
- 1/194 = 0.0069  (육진법 0.00050213, 2-12 ; 십진법 1/256, 2-8)
- 1/200 = 0.006  (육진법 0.00043, 1/1200 ; 십진법 1/288)
- 1/230 = 0.0054  (육진법 0.0004, 1/1300 ; 십진법 1/324)
- 1/300 = 0.004 (육진법 0.0003, 1/2000 ; 십진법 1/432)

| 멱 지수 | 육진법                          | 십이진법                               | 십팔진법                                                   |
| ------- | ------------------------------- | -------------------------------------- | ---------------------------------------------------------- |
| 2-1     | 0.3 (3 / 10)                    | 0.6 (10 / 20)                          | 0.9 (13 / 30) → 분자가 32                                  |
| 2-2     | 0.13 (13 / 100)                 | 0.3 (3 / 20) → 분자가 2√13             | 0.49 (213 / 1300) → 분자가 132                             |
| 2-3     | 0.043 (43 / 1000)               | 0.16 (30 / 400)                        | 0.249 (3213 / 43000) → 분자가 432                          |
| 2-4     | 0.0213 (213 / 10000)            | 0.09 (13 / 400) → 분자가 2√213         | 0.1249 (50213 / 2,130000) → 분자가 2132                    |
| 2-5     | 0.01043 (1043 / 100000)         | 0.046 (130 / 12000)                    | 0.0A249 (1,133213 / 104,300000) → 분자가 10432             |
| 2-6     | 0.003213 (3213 / 1,000000)      | 0.023 (43 / 12000) → 분자가 2√3213     | 0.051249 (15,220213 / 3213,000000) → 분자가 32132          |
| 2-7     | 0.0014043 (14043 / 10,000000)   | 0.0116 (430 / 240000)                  | 0.029A249 (250,303213 / 140430,000000) → 분자가 140432     |
| 2-8     | 0.00050213 (50213 / 100,000000) | 0.0069 (213 / 240000) → 분자가 2√50213 | 0.014E1249 (4134,350213 / 5,021300,000000) → 분자가 502132 |

※ 육진 분수로의 환산 치도 함께 게재한다. 자리수는 육개 마다 ( (2×3)2×3 = 1,000000 육진수 = 46656 십진수)로 구분되어있다.
| 멱 지수 | 육진법                         | 십이진법                                             | 십팔진법                               |
| ------- | ------------------------------ | ---------------------------------------------------- | -------------------------------------- |
| 3-1     | 0.2 (2 / 10)                   | 0.4 (4 / 20) → 분자가 22                             | 0.6 (10 / 30)                          |
| 3-2     | 0.04 (4 / 100)                 | 0.14 (24 / 400) → 분자가 42                          | 0.2 (2 / 30) → 분자가 2√4              |
| 3-3     | 0.012 (12 / 1000)              | 0.054 (144 / 12000) → 분자가 122                     | 0.0C (20 / 1300)                       |
| 3-4     | 0.0024 (24 / 10000)            | 0.0194 (1104 / 240000) → 분자가 242                  | 0.04 (4 / 1300) → 분자가 2√24          |
| 35      | 0.00052 (52 / 100000)          | 0.00714 (4424 / 5,200000) → 분자가 522               | 0.016 (40 / 43000)                     |
| 3-6     | 0.000144 (144 / 1,000000)      | 0.002454 (30544 / 144,000000) → 분자가 1442          | 0.008 (12 / 43000) → 분자가 2√144      |
| 3-7     | 0.0000332 (332 / 10,000000)    | 0.0009594 (203504 / 3320,000000) → 분자가 3322       | 0.002C (120 / 2,130000)                |
| 3-8     | 0.00001104 (1104 / 100,000000) | 0.00031B14 (1,223224 / 110400,000000) → 분자가 11042 | 0.000G (24 / 2,130000) → 분자가 2√1104 |

※ 육진 분수로의 환산 치도 함께 게재한다. 자리수는 육개 마다 ( (2×3)2×3 = 1,000000 육진수 = 46656 십진수)로 구분되어있다.

## 명수법
십이진수에 이름을 붙이는 방법에도 통일된 방법은 없으나 영어로는 아래와 같이 표현하는 방법이 있다.
| 십이진수 | 1   | 2   | 3     | 4    | 5    | 6   | 7     | 8     | 9    | A   | B  | 10 |
| 명칭     | one | two | three | four | five | six | seven | eight | nine | dek | el | do |

## 용도
"십이"는 "이육" (10(12), 12(10), 20(6)) 라고도 부를 수있는 숫자로, 2, 3, 4, 6의 배수인 관계로 편리하기 때문에 생겨났으며, 다양한 단위로 이용되어왔다.
현재도  다양한 단위로 십이진법에 해당하는 것을 볼 수 있다. 이를테면 1 타는 12(10) 개, 1 그로스는 12(10) 타 (144(10)개 = 400(6)개), 1 인치는 12(10) 라인, 1 피트는 12(10) 인치 (144(10) 라인)에 해당하는 것 등이다.
십 (A(12), 10(10), 14(6))은 2와 5로 밖에 나눌 수 없다. 십육 (14(12), 16(10), 24(6))은 2의 멱 승수 (2,4, 8,십육)로 밖에 나눌 수 없다. 육 (6, 10(6))은 2와 3에서 분할 수 있지만, 하나의 자릿수에서 4 분할 못하고, 4 분할는 2 승수를 가진 십진법 36  (육진법 100 = 십이진법 30)까지 기다려야한다. 십이는 하나의 자릿수에서 2,3,4,6의 상관 없음 나누기 수있다.
조금 큰 숫자는 이십  (18(12), 20(10), 32(6))는 십이와 유사하고, 이쪽은 3과 5가 역전한 다음 하나의 자릿수에서 2,4,5,A의 상관 없음 나누기 수있다. 마찬가지로, 십팔  ("삼육", 16(12), 18(10), 30(6))도 십이과 유사하며, 이쪽은 4과 9가 역전한 다음 하나의 자릿수에서 2,3,6,9의 상관 없음 나누기 수있다. 이들 중 육 (2×3), 십이 (3×4), 이십 (4×5)의 세 가지 장방형 수 (rectanglar number)이며, 십이는 중앙에 온다.
그러나 견해를 바꾸면, 십이진법은 자릿수 감축, 4 분할 과 4의 배수에 의한 설정의 용이 화 (이들은 이십진법에서도 같은), 게다가 3 분할 수 있는 장점을 가지고있는 반면, 4 (= 22)와 9 (= 32)를 대조 물에 취급 할 수 없는 단점을 가지고있다. 십이진법에서는 "9 분할은 100 (육진법 400 = 십진법 144)까지 기다리지 않으면 안된다." 이와는 반대로, 육진법에서는 자리수가 늘어날 대신에 4와 9 (13(6))를 동일하게 처리할 수 있는 장점을 가지고 있으며, 4 분할  과 9 분할을 동일한 자리수 (100)에서 수행할 수 있다.
마찬가지로 육진법에서는 3 승수 인 십진법 216 (십이진법 160 = 육진법 1000)에서 8 분할 (2-3) 과 27(10) 분할 (3-3)이 가능하며, 4 승수 인 십진법 1296 (십이진법 900 = 육진법 10000)에서 16(10) 분할 (2-4) 과 81(10) 분할 (3-4)이 가능하게 되는 반면, 십이진법에서는 27(10) 분할은 십진법 1728 (십이진법 1000 = 육진법 12000)까지 기다려야한다. 나눗셈도 육진법에서는 34의 역수는 분자가 24이지만, 십이진법에서는 34의 역수는 분자가 28이되어 버린다.
| 곱셈  | 육진법             | 십이진법       | 십팔진법      | 십진법         | 이십진법      |
| ----- | ------------------ | -------------- | ------------- | -------------- | ------------- |
| 2×32  | 4×13 = 100         | 4×9 = 30       | 4×9 = 20      | 4×9 = 36       | 4×9 = 1G      |
| 24×32 | 24×13 = 400        | 14×9 = 100     | G×9 = 80      | 16×9 = 144     | G×9 = 74      |
| 23×33 | 12×43 = 1000       | 8×23 = 160     | 8×19 = C0     | 8×27 = 216     | 8×17 = AG     |
| 2×34  | 4×213 = 1300       | 4×69 = 230     | 4×49 = 100    | 4×81 = 324     | 4×41 = G4     |
| 24×34 | 24×213 = 10000     | 14×69 = 900    | G×49 = 400    | 16×81 = 1296   | G×41 = 34G    |
| 26×33 | 144×43 = 12000     | 54×23 = 1000   | 3A×19 = 560   | 64×27 = 1728   | 34×17 = 468   |
| 23×36 | 12×3213 = 43000    | 8×509 = 3460   | 8×249 = 1000  | 8×729 = 5832   | 8×1G9 = EBC   |
| 25×35 | 52×1043 = 100000   | 28×183 = 4600  | 1E×D9 = 1600  | 32×243 = 7776  | 1C×C3 = J8G   |
| 28×34 | 1104×213 = 240000  | 194×69 = 10000 | E4×49 = 3A00  | 256×81 = 20736 | CG×41 = 2BGG  |
| 26×36 | 144×3213 = 1000000 | 54×509 = 23000 | 3A×249 = 8000 | 64×729 = 46656 | 34×1G9 = 5GCG |

## 같이 보기
- 이십진법
- 육십진법